# Ле Козоле (Гросето)
Ле Козоле је насеље у Италији у округу Гросето, региону Тоскана.
Према процени из 2011. у насељу је живело 24 становника. Насеље се налази на надморској висини од 235 м.